# جايسون سومرفيل
جايسون سومرفيل (بالإنجليزية: Jason Somerville)‏ هو لاعب بوكر أمريكي، ولد في 15 أبريل 1987 في نيويورك في الولايات المتحدة.